# Synodontis clarias
Synodontis clarias — вид риб з роду Synodontis родини Пір'явусі соми ряду сомоподібні. Інша назва «червонохвостий синодонтіс».

## Опис
Загальна довжина сягає 36 см (в акваріумі — до 30 см). Голова коротка. Морда становить до 50 % довжини голови. Очі величезні. Є 3 пари вусів, з 2 пари на нижній щелепі довгі. Зуби численні, з яких на кожній щелепі є 6-10 довгих зубів. Зяброві щілини помірної довжини. Тулуб масивний, присадкуватий, сильно стиснутий з боків. Спинний плавець високий, добре розвинений, особливо у самця, з 1 жорстким променем. Жировий плавець видовжений, округлий. Грудні плавці видовжені, загострені на кінці, мають 1 довгий шип, більш зазубрений на внутрішньому боці. Черевні плавці маленькі. Анальний плавець великий
Забарвлення буро-сіре з золотавим відтінком та декількома невеличкими чорними плямами. Черево — білувате. Спинний, грудні, черевні, анальний та жировий плавці забарвлені у буро-сірий колір, дещо світліше за тіло. Хвостовий плавець червонувато-коричневий. Молодь темно-зелена з чорними великими плямами й криваво-червоним хвостовим плавцем.

## Спосіб життя
Є бентопелагічною рибою. Зустрічається у чистих річках з повільною течією та піщаним ґрунтом. Вдень ховається серед корчів та заростей рослин. Активна у присмерку та вночі. Живиться личинками комах, молюсками і детритом.

## Розповсюдження
Мешкає у басейнах річок Сенегал, Гамбія, Вольта, Нігер, Ніл, а також в річках, що впадають до озера Чад.